# Mario Marques
Mario Pereira Marques Neto, (Nova Iguaçu, 8 de novembro de 1969) conhecido como Mario Marques, é um jornalista e escritor brasileiro.

## Biografia
Filho do político Mario Pereira Marques Filho, foi introduzido à política muito cedo mas foi no jornalismo que encontrou sua carreira. Primeiro como um dos críticos musicais no jornal O Globo e posteriormente como diretor editorial no Jornal do Brasil. Eventualmente ocupou cargos públicos de destaque. Foi superintendente regional da EBC e subsecretário de comunicação social no governo Wilson Witzel, do estado do Rio de Janeiro. 
Logo após se formar em jornalismo, pela extinta Universidade Gama Filho, foi trabalhar como repórter de entretenimento no jornal O Globo, em 1995, e logo ascendeu à posição de critico musical. Na ocasião em que atuou como crítico, arriscou no trabalho de produção musical com vários artistas. Seu trabalho de maior destaque foi a produção musical do CD e DVD "Linda Juventude", comemorativo dos 50 anos de carreira de Flávio Venturini. A amizade com o músico Guinga resultou no trabalho biográfico "Guinga: os mais belos acordes do subúrbio", em 2002, e que já ganhou duas edições. 
Outros livros publicados: 
- Música é passado
- Voto do futuro: O novo marketing político e as lições pós-Bolsonaro
- Como identificar e lidar com um mau-caráter
- Voto do futuro 2: O marketing político em tempos de Covid-19
- Pesquisas qualitativas-Pega a direção
- Fede: O Brasil putrefato
Atualmente é colunista no Jornal Diário do Rio, aonde escreve sobre política, também atua como consultor de marketing político e especialista em pesquisa e avaliação de cenários. Em 2022 trabalha na criação do núcleo de pesquisas de opinião da Universidade de Vassouras.